# Логан (округ, Огайо)
Округ Логан (англ. Logan County) располагается в штате Огайо, США. Официально образован в 1818 году. По состоянию на 2010 год, численность населения составляла 45 858 человека.

## География
По данным Бюро переписи США, общая площадь округа равняется 1 208,936 км2, из которых 1 187,335 км2 суша и 8,340 км2 или 1,790 % это водоёмы.

## Население
По данным переписи населения 2000 года в округе проживает 46 005 жителей в составе 17 956 домашних хозяйств и 12 730 семей. Плотность населения составляет 39,00 человек на км2. На территории округа насчитывается 21 571 жилых строений, при плотности застройки около 18,00-ти строений на км2. Расовый состав населения: белые — 96,15 %, афроамериканцы — 1,71 %, коренные американцы (индейцы) — 0,20 %, азиаты — 0,40 %, гавайцы — 0,03 %, представители других рас — 0,27 %, представители двух или более рас — 1,24 %. Испаноязычные составляли 0,72 % населения независимо от расы.
В составе 33,30 % из общего числа домашних хозяйств проживают дети в возрасте до 18 лет, 57,00 % домашних хозяйств представляют собой супружеские пары проживающие вместе, 9,50 % домашних хозяйств представляют собой одиноких женщин без супруга, 29,10 % домашних хозяйств не имеют отношения к семьям, 24,80 % домашних хозяйств состоят из одного человека, 10,30 % домашних хозяйств состоят из престарелых (65 лет и старше), проживающих в одиночестве. Средний размер домашнего хозяйства составляет 2,53 человека, и средний размер семьи 3,01 человека.
Возрастной состав округа: 26,70 % моложе 18 лет, 8,20 % от 18 до 24, 27,90 % от 25 до 44, 23,30 % от 45 до 64 и 23,30 % от 65 и старше. Средний возраст жителя округа 37 лет. На каждые 100 женщин приходится 96,10 мужчин. На каждые 100 женщин старше 18 лет приходится 93,60 мужчин.
Средний доход на домохозяйство в округе составлял 41 479 USD, на семью — 47 516 USD. Среднестатистический заработок мужчины был 37 134 USD против 24 739 USD для женщины. Доход на душу населения составлял 18 984 USD. Около 7,10 % семей и 9,30 % общего населения находились ниже черты бедности, в том числе — 11,80 % молодежи (тех, кому ещё не исполнилось 18 лет) и 8,50 % тех, кому было уже больше 65 лет.